# Iom ha-Xoà
El Iom ha-Xoà (hebreu: יום השואה, /jom haʃoˈʔa/) o Dia de record de la Catàstrofe (l'Holocaust) és el dia en què es recorda a Israel, des de 1959 mitjançant una llei de la Kenésset, la memòria de les víctimes de l'Holocaust. És un dia en el qual no es treballa i les banderes s'hissen a mitja asta.
Al principi es va pensar que el dia escollit hauria de ser l'aniversari de l'alçament del Gueto de Varsòvia, però per motius religiosos es va decidir que fóra un altre dia.

## Introducció
Se celebra el 27 de Nissan del calendari hebreu, vuit dies abans del Iom ha-Atsmaüt, el Dia de la Independència d'Israel.
Iom ha-Xoà (hebreu: יום השואה), o Dia de record de l'Holocaust, té lloc el dia 27 de Nissan del Calendari hebreu.
Aquest dia és recordat anualment com a dia en memòria de les víctimes de l'Holocaust, sent festa nacional a Israel.
Originalment, el dia proposat per a aquesta commemoració va ser el dia 15 de Nissan, aniversari de la revolta del Gueto de Varsòvia (19 d'abril de 1943), però aquesta proposta va ser rebutjada per causa de coincidir amb el primer dia de Péssah. El dia 27 va ser escollit per ser vuit dies abans de la commemoració de Iom ha-Atsmaüt, Dia de la Independència d'Israel. El Iom ha-Xoà va ser establert en 1959 com a llei a Israel i aprovat per la Kenésset.
A les 10:00 hores del Iom ha-Xoà, les sirenes aèries sonen durant dos minuts. Els vehicles de transport públic paren per aquest període i les persones romanen en silenci. Durant el Iom ha-Xoà, establiments públics són tancats, la televisió i la ràdio transmeten cançons i documentals sobre l'Holocaust i totes les banderes es queden a mitja asta.

## L'Holocaust

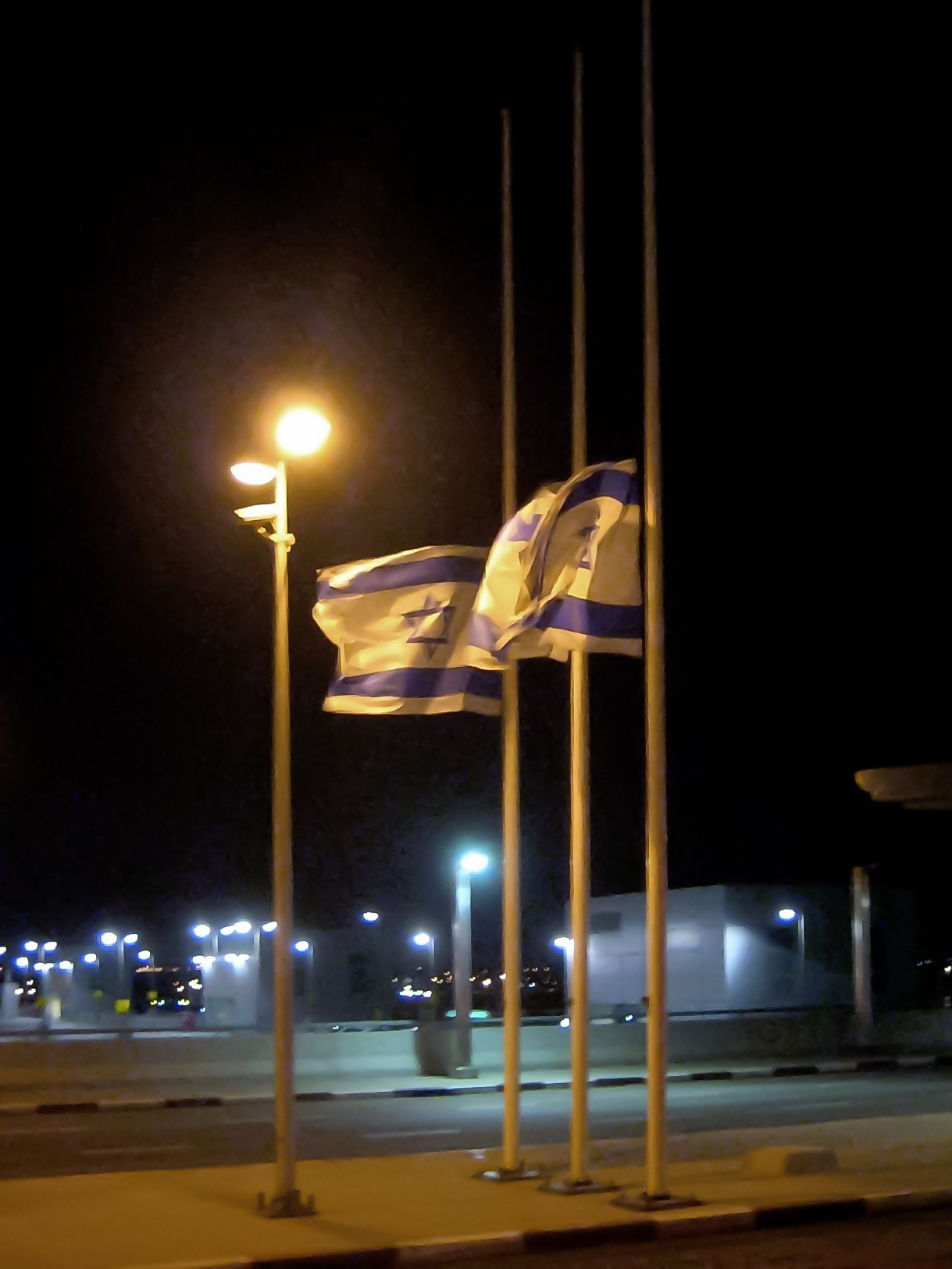
Banderes a mitja asta

L'Holocaust, en hebreu Xoà שואה, va ser la persecució i l'assassinat sistemàtic, burocràticament organitzat i patrocinat per l'Estat alemany, d'aproximadament sis milions de jueus per part del règim nazi i els seus col·laboradors.
Els nazis, que van arribar al poder a Alemanya el gener de 1933, creien que els Alemanys eren una "raça superior", i que els jueus, considerats "inferiors", eren una amenaça estrangera per l'anomenada comunitat racial alemanya. Durant l'era de la Xoà, les autoritats alemanyes van perseguir a altres grups a causa de la seva percebuda "inferioritat racial": els romanís (gitanos), els discapacitats, i alguns pobles eslaus (polonesos i russos, entre d'altres). Altres grups van ser perseguits per motius polítics, ideològics i de comportament, entre ells, els comunistes, els socialistes, els testimonis de Jehovà i els homosexuals.
El 1933, la població jueva d'Europa ascendia a més de nou milions, i la majoria dels jueus europeus vivia en països que l'Alemanya nazi ocuparia o dominaria durant la Segona Guerra Mundial. L'any 1945, els Alemanys i els seus col·laboradors havien assassinat aproximadament a dos de cada tres jueus europeus com a part de la "Solució final": la política nazi per assassinar als jueus d'Europa. Si bé les principals víctimes del racisme nazi van ser els jueus (a qui consideraven el major perill per a Alemanya), entre les altres víctimes s'inclouen 200.000 romanís (gitanos). Com a mínim, 200.000 pacients discapacitats física o mentalment (majoritàriament alemanys i que vivien en institucions), van ser assassinats en el marc del programa d'eugenèsia nazi, anomenat Aktion T4.

## Invasió de Polònia
A mesura que la tirania nazi es propagava per Europa, els Alemanys i els seus col·laboradors perseguien i assassinaven milions d'altres persones. Entre dos i tres milions de presoners de guerra soviètics van ser assassinats o van morir d'inanició, malalties, negligència o maltractament. Milions de civils polonesos i soviètics van ser deportats per a realitzar treballs forçats a Alemanya, o a la Polònia ocupada, on generalment treballaven, i moltes vegades morien en condicions deplorables.
Des dels primers anys del règim nazi, les autoritats alemanyes van perseguir als homosexuals i altres persones, els comportaments de les quals no s'ajustaven a les normes socials prescrites. Milers d'oponents polítics (inclosos comunistes, socialistes i sindicalistes), així com dissidents religiosos (com els testimonis de Jehovà), van ser perseguits per oficials de la policia alemanya. Moltes d'aquestes persones van morir com a resultat de l'empresonament i el maltractament. En els primers anys del règim nazi, el govern nacionalsocialista va establir camps de concentració per detenir oponents polítics i ideològics, tant reals com supòsits.
En els anys previs a l'esclat de la guerra, els oficials de les SS i la policia, empresonaven en aquests camps a cada vegada més jueus, gitanos, romanesos, i altres víctimes de l'odi ètnic i racial. Per concentrar i controlar la població jueva, i alhora facilitar la deportació posterior dels jueus, els alemanys i els seus col·laboradors van crear guetos, camps de trànsit, i camps de treballs forçats per als jueus durant els anys de la guerra. Així mateix, les autoritats alemanyes van establir nombrosos camps de treballs forçats, tant en l'anomenat Tercer Reich Alemany, com a territoris ocupats pels alemanys, per a persones no jueves a qui els alemanys buscaven explotar laboralment.

## Invasió de la Unió Soviètica
Després de la invasió de la Unió Soviètica al juny de 1941, els Einsatzgruppen (equips mòbils de matança), i més endavant, els batallons militaritzats d'oficials de la Policia, anaven darrere de les línies alemanyes per portar endavant operacions d'assassinat en massa de jueus, gitanos, romanesos, i oficials del partit comunista i de l'estat soviètic. Les unitats alemanyes de les SS i la policia, amb el suport d'unitats de la Wehrmacht i de la Waffen SS, van assassinar més d'un milió d'homes, dones i nens jueus, juntament amb centenars de milers d'altres persones.
Entre els anys 1941 i 1944, les autoritats alemanyes del règim nazi, van deportar a milions de jueus des d'Alemanya, els territoris ocupats, i els països de molts dels seus aliats de l'Eix, cap als guetos i els centres d'extermini (també anomenats centres de la mort), on van ser assassinats en cambres de gas dissenyades especialment per a tal fi. Durant els últims mesos de la guerra, els guàrdies de les SS van traslladar als presoners dels camps, en tren o en marxes forçades, també anomenades "marxes de la mort", en un intent per evitar que els Aliats alliberessin grans quantitats de presoners.

## Final de la Guerra
A mesura que les forces aliades es traslladaven per Europa en una sèrie d'ofensives contra Alemanya, van començar a trobar i alliberar presoners dels camps de concentració, així com als presoners que estaven en el camí en marxes forçades des d'un camp a un altre. Les marxes van continuar fins al 7 de maig de 1945, el dia en què les forces armades alemanyes es van rendir incondicionalment als Aliats. Per als Aliats occidentals, la Segona Guerra Mundial va finalitzar a Europa oficialment l'endemà: el 8 de maig (dia VE), mentre que les forces soviètiques van anunciar el seu "Dia de la Victòria" el 9 de maig de 1945.
Després de l'Holocaust, molts dels supervivents van trobar refugi en els camps de refugiats que administraven les forces aliades. Entre 1948 i 1951, gairebé 687.000 jueus van emigrar a Israel, inclosos 250.000 jueus refugiats d'Europa i de campos britànics de Xipre.
Els crims comesos durant l'Holocaust, van devastar la majoria de les comunitats jueves d'Europa, i van eliminar totalment a centenars de comunitats jueves dels territoris ocupats d'Europa Oriental.